# William S. Newman
William Stein Newman (ur. 6 kwietnia 1912, zm. 27 kwietnia 2000) – amerykański muzykolog.
Urodził się w Cleveland w amerykańskim stanie Ohio. Od 1945 roku uczył na uniwersytecie stanowym Karoliny Północnej w Chapel Hill (University of North Carolina). Najbardziej znany jest ze swojej trzytomowej pracy – studium muzycznego terminu "sonata": History of the Sonata Idea ("Historia pojęcia «sonata»") – zawierającej części: The Sonata in the Baroque Era ("Sonata w okresie baroku"), The Sonata in the Classical Era ("Sonata w okresie klasycyzmu") i The Sonata Since Beethoven ("Sonata od czasów Beethovena"). Napisał też podręcznik Understanding Music ("Rozumienie muzyki").
Zmarł w Chapel Hill w Karolinie Północnej.